# قدرت مردم

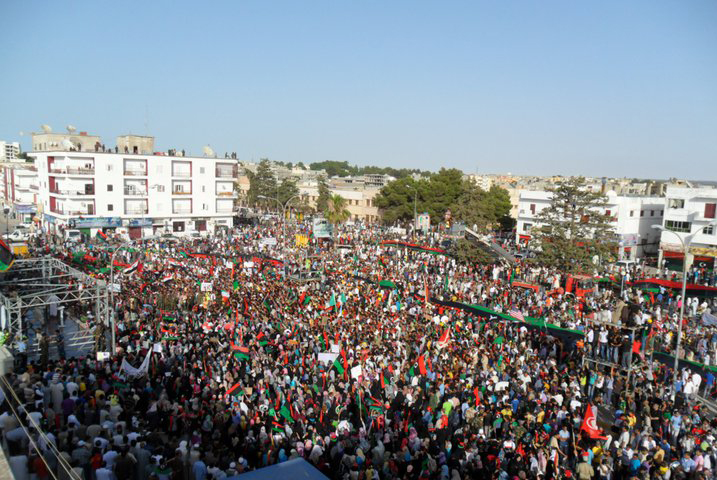
تظاهرات گسترده در لیبی، ۲۰۱۱

قدرت مردم (به انگلیسی: People power) یک اصطلاح سیاسی است که بیانگر نیروی محرک پوپولیستی هر جنبش اجتماعی است که از اقتدار و اراده نظرات عمومی، معمولاً در تقابل با نیروهای سازمان یافته یا سیاسی سازمان یافته متعارف استفاده می‌شود. اعتراض قدرت مردم برای ایجاد تغییر در روند سیاسی یک ایالت معین - این به «انقلاب‌های ناشی از بسیج جامعه مدنی» اشاره دارد که منجر به پیکربندی مجدد قدرت سیاسی در یک ایالت معین می‌شود. همان‌طور که از نام آن مشخص است، این روش متکی به مشارکت مردمی «مبتنی بر غیرنظامی» است و بنابراین شامل اقدامات جداگانه یا اعتراض بدون سازمان فراگیر توسط گروهی از مردم نمی‌شود. قدرت مردم می‌تواند به عنوان یک اعتراض در مقیاس کوچک یا کارزار تغییر محله تجلی یابد یا به عنوان یک اقدام گسترده انقلابی که شامل تظاهرات خیابانی ملی، توقف کار و اعتصابات عمومی با هدف سرنگونی یک دولت یا نظام سیاسی موجود است. در رابطه با تاکتیک‌های مورد استفاده جنبش‌های مردم قدرت، از خشونت و خشونت در طول تاریخ استفاده شده‌است: همان‌طور که در انقلاب غیرخشونت آمیز فیلیپین ۱۹۸۶ که رژیم مارکوس را سرنگون کرد، یا قیام خشونت‌آمیز در لیبی در سال ۲۰۱۱ اتفاق افتاد.
همان‌طور که از نام آن مشخص است، جنبش‌های قدرت مردم متکی به مشارکت مردمی هستند و بنابراین در برابر یک سازمان دولتی یا شاخه نظامی توسط غیرنظامیان پشتیبانی می‌شوند. به همین سبب، دانشگاهیان و مورخان اغلب ماهیت مردمی جنبش‌های قدرت مردم را در نظر می‌گیرند، زیرا نارضایتی حاکمان را ابراز می‌کنند.

## تاریخچه
ریشه‌های اولیه اعتراضات مردم اغلب در جهان سوم اغلب در «نیمه دوم قرن بیستم» مشخص شده‌است. اوضاع اجتماعی - سیاسی و اقتصادی این دوره، جنبش‌های مردمی را در جهان سوم رواج داد. این شرایط عبارتند از: روند کلی توجه روزافزون به حقوق بشر در سراسر جهان. پیشرفت در فناوری‌های ارتباطی که امکان انتشار ایده‌های انقلابی و قابلیت‌های سازمانی را فراهم می‌آورد. حداقل سانسور شهروندان توسط دولت در میان دیگران. جنبش «قدرت گل» در دهه ۱۹۶۰، که به‌طور خاص از قدرت مردم مشهور است، در مخالفت با جنگ ویتنام سازماندهی شد.

## اهداف
اجماع عمومی دانشگاهی این است که جنبش‌های قدرت مردم با هدف تغییر ساختار سیاسی موجود در یک کشور معین و در اکثر موارد با نصب یک سیستم سیاسی دموکراتیک اجرا می‌شود. ایدئولوژی سیاسی یا جنبش‌های نامنسجم و بدون هدف نهایی، از قدرت مردم خارج شمرده می‌شوند. 

## استراتژی‌ها
با توجه به استراتژی‌های متعددی که توسط فعالان قدرت مردم انجام می‌شود، جنبش‌هایی از این دست ممکن است شامل خشونت و صلح‌جویی باشد. دانشمندان دانشگاهی تشخیص دهید که از آنجا که جنبش‌های قدرت مردم با هدف نهایی تغییر ساختار سیاسی موجود عمل می‌کند، اگر بخواهیم از خشونت استفاده کنیم، «عملی یا استراتژیک» خواهد بود به جای عدم خشونت اصولی. عدم خشونت عمل گرایانه می‌تواند شامل «فشارهای غیرفیزیکی» یا اقدامات دیگر برای «تضعیف قدرت مخالفان» باشد. به این ترتیب، مقوله قدرت مردم را نمی‌توان در اعتراضاتی که به خودی خود برای ترویج منحصر به فرد فلسفه بدون خشونت استفاده می‌شود، به کار برد. در عوض، قدرت مردم از راهبردهای خشونت‌آمیز یا بدون خشونت - یا هر دو - برای دستیابی به نتایج مطلوب با اهداف سیاسی خاص استفاده می‌کند. یک مورد قابل توجه انقلاب فیلیپین انقلاب ادسا EDSA در فیلیپین در ۱۸۹۶ (به اسپانیایی: Epifanio de los Santos Avenue) است، که اگرچه قصد داشت یک انقلاب مسالمت آمیز باشد ولی در واقع از تاکتیک‌های خشونت‌آمیزی استفاده کرد. با این حال، توجه به این نکته ضروری است که از نظر تاریخی، در مقایسه با مبارزات خشونت‌آمیز، موارد بیشتری از جنبش‌های قدرتمند «غیرخشونت آمیز» در دستیابی به اهداف سیاسی خود موفق شده‌اند زیرا با مخاطبان خارج از جنبش طنین بیشتری پیدا کرده‌اند.
سطح سازماندهی جنبش‌های قدرت مردم از "نسبتاً خودجوش … تا از پیش برنامه ریزی شده و بسیار هماهنگ شده" متغیر است. یک روش خاص برای برنامه‌ریزی یا هماهنگی لازم برای جنبش قدرت مردم وجود ندارد: تا زمانی که تاکتیک‌های به کار گرفته شده نشان دهنده تلاش مستمر «مردم پایه» باشد. از نظر نمونه‌هایی از تاکتیک‌های مختلف به کار گرفته شده، طیف وسیعی از استراتژی‌های اعتراض و اقناع استفاده شده‌است. استراتژی‌هایی که توسط فعالان قدرت مردم مورد استفاده قرار می‌گیرد اغلب جمعیت وسیع تری را درگیر می‌کند تا مشارکت و مشارکت عمومی را به حداکثر برساند. در زیر فهرستی از استراتژی‌هایی است که نمونه ای از جنبش‌های قدرت مردم است.

### نمونه‌های کوچک

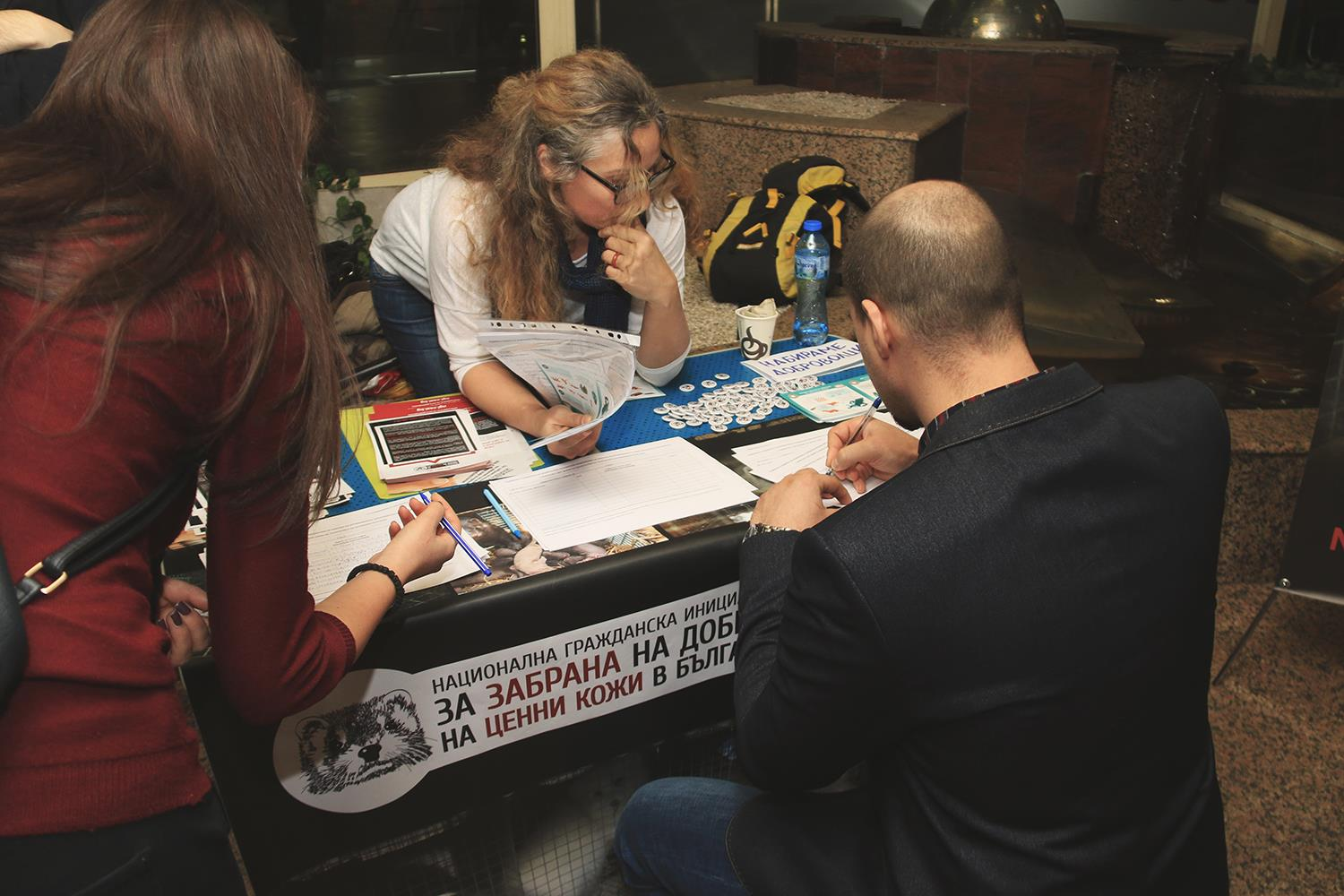
گردآوری امضا ۲۰۱۸

- رسانه‌های اجتماعی و ارتباطات شبکه ای برای به اشتراک گذاشتن عکس‌ها، تصاویر و متون طولانی‌تر
- امضای دادخواستها
- جلسات و رویدادهای خانه
- پوستر، نامه نگاری، تماس تلفنی
- تماس با رسانه‌ها یا مطبوعات
- نافرمانی مدنی
- کمپین‌های گردآوری کمک‌های مالی و آموزشی
- درخواست مستقیم از طریق پیامک و ایمیل
- کمپین‌های جذب انبوه برای به حداکثر رساندن مشارکت در جوامع

### نمونه‌های بزرگ
- سازماندهی شده «اقدامات خرابکارانه»[۱۸] علیه دولتی که درگیری‌های مسلحانه و خشونت‌آمیز را پیش‌بینی می‌کند.
- اقدامات و کمپین‌های بدون خشونت[۱۹]
- خشونت‌آمیز تظاهرات خیابانی و راهپیمایی‌ها
- محاصره
- اعتصاب
- اعتصابات عمومی
- اقدام قانونی
- بایکوت، سرمایه‌گذاری یا سرمایه‌گذاری‌های بی‌ارزش